# Cinara pseudotaxifoliae
Cinara pseudotaxifoliae är en insektsart som beskrevs av Palmer 1952. Cinara pseudotaxifoliae ingår i släktet Cinara och familjen långrörsbladlöss. Inga underarter finns listade i Catalogue of Life.